# 梵蒂岡驅魔士
《梵蒂岡驅魔士》（英語：The Pope's Exorcist）是一部2023年美國超自然恐怖片，改編自加俾額爾·阿摩特神父的回憶錄《驅魔士的自述》（An Exorcist Tells His Story）及《驅魔士：更多故事》（An Exorcist: More Stories）。電影由朱利斯·艾弗里執導，羅素·克洛主演阿摩特神父，其他主演包括丹尼爾·佐瓦托、艾莉克絲·伊索和法蘭柯·尼洛。
幕寶電影公司2020年買下阿摩特故事的版權，在經歷更換導演和修改劇本後，電影2022年8月至2022年10月在愛爾蘭拍攝。《梵蒂岡驅魔士》2023年4月14日在美國上映，電影獲得褒貶不一的評價，評論家主要稱讚羅素·克洛的演技，但批評與其他宗教驅魔題材電影類似的劇情結構。電影更入圍第44屆金酸莓獎共計兩個獎項。

## 演員
- 羅素·克洛飾演加俾額爾·阿摩特神父（Father Gabriele Amorth）[3]
- 丹尼爾·佐瓦托（英语：Daniel Zovatto）飾演艾斯基貝爾神父（Father Esquibel）[3]
- 艾莉克絲·伊索（英语：Alex Essoe）飾演茱莉亞·瓦斯奎茲（Julia Vasquez）[3]
- 法蘭柯·尼洛飾演教宗[3]
- 彼得·德索-薩費格尼（Peter DeSouza-Feighoney）飾演亨利·瓦斯奎茲（Henry Vasquez）[3]
- 勞雷爾·馬斯登（Laurel Marsden）飾演艾米·瓦斯奎茲（Amy Vasquez）[3]
- 康奈爾·約翰（英语：Cornell John）飾演盧蒙巴主教（Bishop Lumumba）[4]
- 萊恩·奧·格雷迪（Ryan O'Grady）飾演蘇利文樞機（Cardinal Sullivan）
- 拉爾夫·尹愛森飾演阿斯摩太（配音）[5]

## 製作

### 拍攝
電影2022年8月至10月在愛爾蘭都柏林和利默里克進行主要拍攝。電影中，克洛的主要場景取景於三一學院。

## 發行
《梵蒂岡驅魔士》在美國由索尼影視發行安排2023年4月14日院線上映。

## 外部連結
- 官方网站
- 互联网电影数据库（IMDb）上《梵蒂岡驅魔士》的资料（英文）